# Vredestempel (Padua)

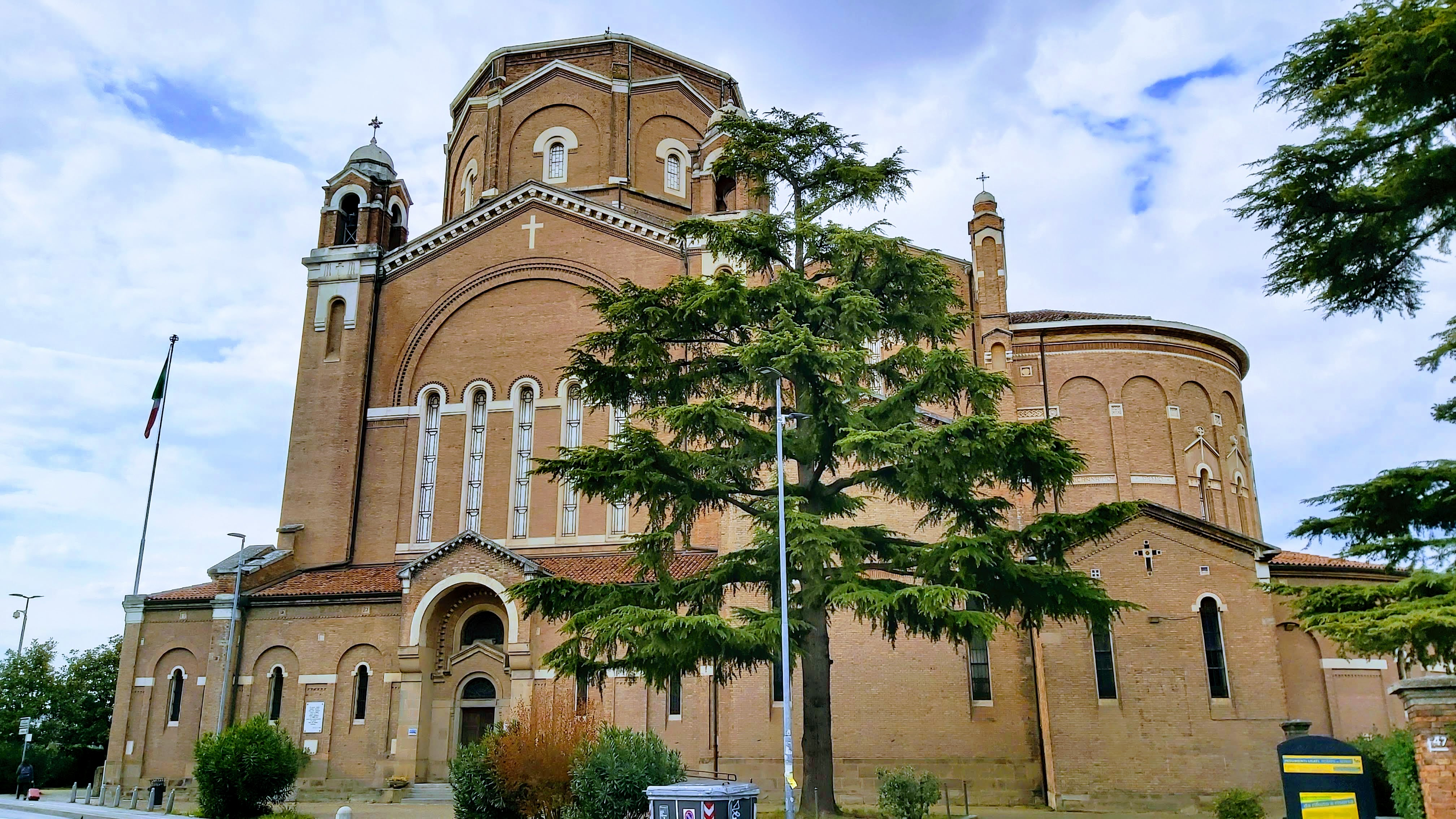
Tempio della Pace in Padua, Italië

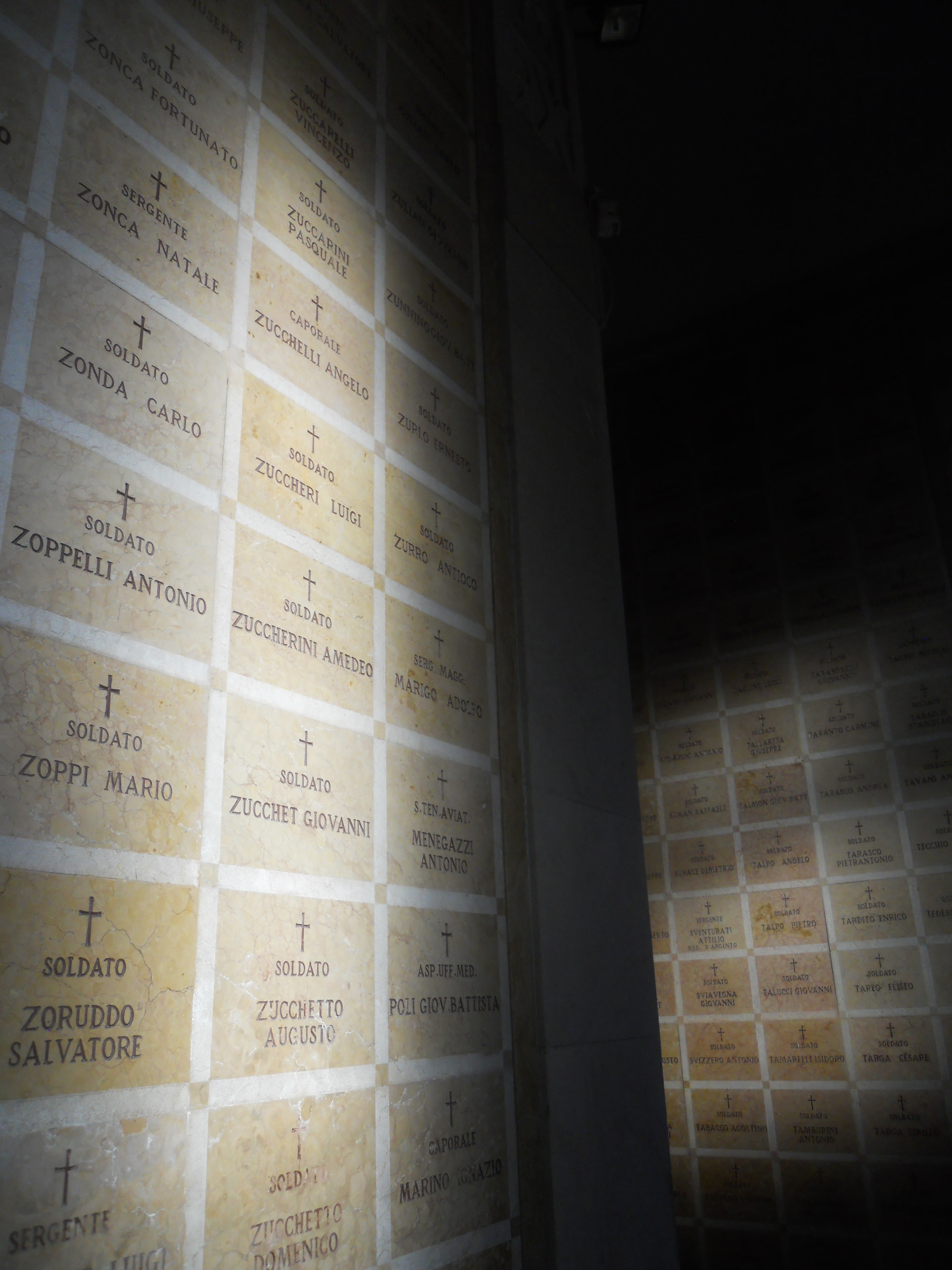
Ossarium van gesneuvelden van de twee wereldoorlogen

De Tempio della Pace of Vredestempel is een 20e-eeuws rooms-katholiek kerkgebouw in de stad Padua, in de Noord-Italiaanse regio Veneto. Het is zowel een parochiekerk als een monumentale oorlogsbegraafplaats voor gesneuvelden uit de Eerste en Tweede Wereldoorlog.
De Vredestempel is toegewijd aan de heilige Antonius van Padua.

## Namen
Andere namen voor de kerk zijn Tempio Antoniano della Pace e dei Caduti in Guerra ofwel Sint-Antoniustempel voor de Vrede en de Gevallenen in de oorlog, en Chiesa del Santissimo Nome di Gesu ofwel Kerk van de Allerheiligste Naam van Jezus.

## Historiek
Tijdens de Eerste Wereldoorlog lag de stad Padua dicht bij de frontlijn waarbij de Italianen vochten tegen de Oostenrijkers. Inwoners baden tot Antonius van Padua om “zijn” stad te beschermen tegen verwoesting; zij zouden de heilige Antonius later belonen met een kerk ter zijner ere. Bij de wapenstilstand van Villa Giusti in 1918 was Padua niet verwoest. Architect Zanivan zette zich aan het werk aan de tekentafel: het moest een neoromaanse kerk worden met een klokkentoren van 100 meter hoog met bovenop een standbeeld van een engel. In 1920 werd de eerste steen gelegd.
De stad en de parochie werden geconfronteerd met financiële problemen. Er gingen immers vele publieke middelen naar jeugdtehuizen en jeugdpleinen. De bouw viel stil en de plannen werden versimpeld.
In 1930 herstartten de werken na financiële steun vanuit Rome vanwege de fascistische regering van het koninkrijk Italië. De regering eiste dat de kerk moest ingericht worden als oorlogsmonument voor de gesneuvelden van de Eerste Wereldoorlog. Het ging om meer dan 5.000 gesneuvelden die her en der begraven lagen in de provincie Padua. Er werden marmeren wanden voorzien in de binneninrichting doch het standbeeld van de engel kwam er niet. In de kerk werd een ossuarium ingericht. De herbegrafenis van de militaire slachtoffers vond plaats nadat de kerk grotendeels af was in 1934.
Tijdens de Tweede Wereldoorlog werd de kerk beschadigd door bommen (1943). Pas in 1949 was ze terug geschikt voor erediensten. In het jaar 1960 werden de stoffelijke resten van meer dan 1.000 gesneuvelden uit de Tweede Wereldoorlog plechtig begraven in de Vredestempel. 